# Wagaicis wagae
Wagaicis wagae is een keversoort uit de familie houtzwamkevers (Ciidae). De wetenschappelijke naam van de soort werd in 1869 gepubliceerd door Wankowicz.